# Trollskogen
Trollskogen este o arie protejată (arie specială de conservare — SAC, sit de importanță comunitară — SCI) din Suedia întinsă pe o suprafață de 265,8 ha, integral pe uscat.

## Localizare
Centrul sitului Trollskogen este situat la coordonatele 57°21′06″N 17°07′14″E / 57.3517°N 17.1206°E.

## Înființare
Situl Trollskogen a fost declarat sit de importanță comunitară în ianuarie 1998 pentru a proteja un număr necunoscut de specii din flora spontană și fauna sălbatică aflate în arealul zonei. Situl a fost protejat și ca arie specială de conservare în martie 2011.

## Biodiversitate
Situată în ecoregiunile boreală și marină baltică, aria protejată conține 7 habitate naturale: Vegetație perenă pe țărmurile stâncoase, Golfuri mici largi și golfuri puțin adânci, Litoraluri nisipoase din Baltica boreală cu vegetație perenă, Pășuni de coastă din Baltica boreală, Pajiști uscate seminaturale și facies de acoperire cu tufișuri pe substraturi calcaroase (Festuco-Brometalia) (* situri importante pentru orhidee), Recifuri, Pășuni din zone de pădure fino-scandinave.
La baza desemnării sitului se află un număr nedeclarat de specii protejate.